# Acacia usambarensis
Acacia usambarensis é uma espécie de leguminosa do gênero Acacia, pertencente à família Fabaceae.